# 左岸烏克蘭

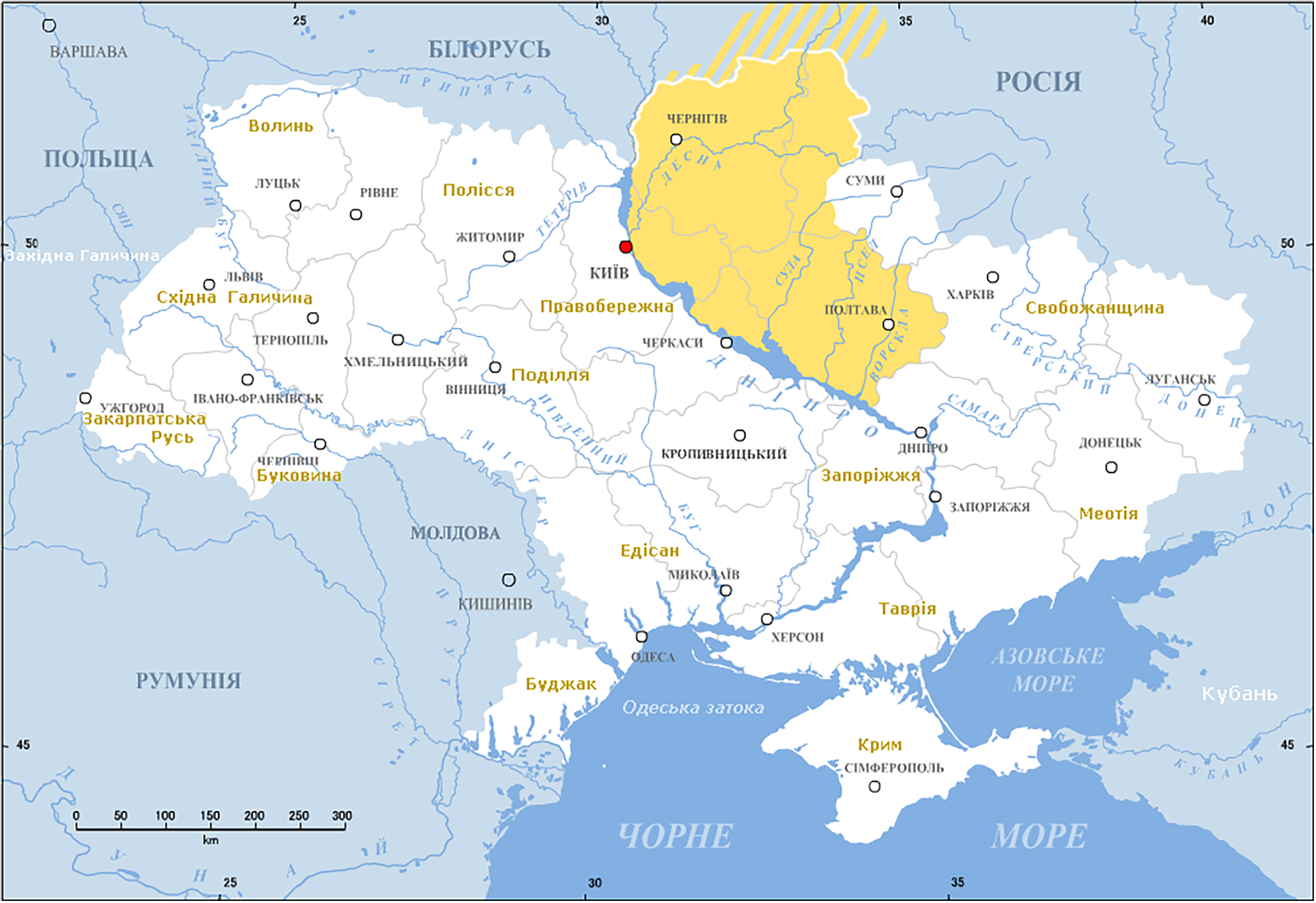
黃色圖塊為左岸烏克蘭

左岸烏克蘭 （烏克蘭語：Лівобережна Україна）是指第聶伯河以東的烏克蘭地區。1654年根據《佩列亞斯拉夫條約》成為沙俄 （1721年改稱為俄羅斯帝國）的一部份，並建立了哥薩克將軍區，實行自治。